# 水島沙紀
水島 沙紀（みずしま さき、1991年4月24日 - ）は、日本の女子バスケットボール選手である。トヨタ自動車アンテロープス所属。ポジションはガードフォワード。愛称は「セナ」。171cm、59kg。元バスケットボール女子日本代表。

## 来歴
小学校でバスケを始め、桜花学園高校で渡嘉敷来夢や岡本彩也花らと高校三冠を獲得後、教員を目指すため東京学芸大に進みインカレを経験。
卒業後、トヨタ自動車に入社。シックスマンとして試合を重ねていたが、リオ五輪で負傷した栗原三佳に代わりスタメンの機会が回ってきた。
2017年、FIBAアジアカップ日本代表に選出される。決勝・オーストラリア戦では、決勝点を含み3ポイントを9本中7本決めるなど26得点を記録し、3連覇に貢献した
Wリーグ2019-20シーズン終了をもって現役を引退した

## 経歴
- 桜花学園高 - 東京学芸大 - トヨタ自動車（2014年〜2020年）

## 日本代表歴
- 2017 アジアカップ
- 2018 ワールドカップ